# Kosów (powiat radomski)
Kosów – wieś w Polsce położona w województwie mazowieckim, w powiecie radomskim, w gminie Kowala. Ma status sołectwa.
Pierwsza wzmianka o wsi Cossow pochodzi z 1395 r. Nazwa wsi Kosów pochodzi albo od słowa „kosa” czyli narzędzia służącego do koszenia zboża albo od nazwy ptaka „kos”. W 1413 r. Małgorzata żona Piotra z Tułkowic odstąpiła część Kosowa swoim braciom. Następne wzmianki o tej miejscowości pochodzą z 1415 r. Cossow i 1450 r. Koszow. Wspomniany wyżej Piotr z Tułkowic zwany też Pietraszem był pierwszym znanym właścicielem Kosowa. Od niego bierze swój początek ród Kosowskich herbu Abdank. Kolejnym właścicielem wsi był Andrzej z Kosowa odnotowany w 1417 r. W połowie XV w. właścicielem wsi był Jan z Kosowa, który wyjednał u króla Kazimierza Jagiellończyka przywilej lokacji wsi na prawie magdeburskim. Wieś zyskała samorząd wiejski i nowe warunki gospodarczego rozwoju. W drugiej połowie XV w. dziedzicem był Andrzej Kosowski. W XV w. Kossowcy założyli nowe wsie: Rożki i Kosów Mniejszy. Według spisu z 1508 r. właścicielem Kosowa Małego był Jakub z Kosowa. Właścicielem połowy wsi był Piotr Kossowski, jego część liczyła 1 łan ziemi. Drugą część wsi posiadał Piotr Skarbek. W XVIII w. obydwie części wsi przyjęło się nazywać Kosów Większy i Kosów Mniejszy. 
Kosów Mniejszy w pierwszej połowie XVIII w. był w posiadaniu rodziny Błońskich herbu Nałęcz. Właścicielem wsi był wtedy Maciej Błoński podczaszy drohicki. Jego syn Filip porucznik kawalerii narodowej był dziedzicem wsi w końcu XVIII w. Kolejny z rodu Piotr Błoński, dziedziczył Kosów Mniejszy w pierwszej połowie XIX w. W 1827 r. wieś liczyła 10 domów i 78 mieszkańców. Po 1864 r. majątek Kosów Mniejszy uległ całkowitej parcelacji.  
Kosów Większy w 1508 r. należał do Mikołaja z Kosowa, w 1569 r. do Katarzyny Tuszowskiej. W XVII i XVIII w. często zmieniał właścicieli. W 1783 r. był w posiadaniu Michała Dłużewskiego, kapitana wojsk koronnych. W 1827 r. wieś liczyła 15 domów mieszkalnych i 103 mieszkańców. Po Dłużewskich, na początku XIX w., właścicielami folwarku zostali Zabierzowscy. W drugiej połowie XIX w. dziedzicami folwarku zostali Niecieccy herbu Poraj. Właścicielem Kosowa Większego od początku XX w. był Ludwik Nieciecki, hodowca koni rasy anglo-arabskiej. Współwłaścicielem folwarku był też Stanisław Nieciecki, który w 1945 r. wyjechał do Stanów Zjednoczonych. W późnych latach dwudziestych XX wieku Kosów Większy był własnością Anny Czarnieckiej, a majątek liczył wówczas 329 hektarów. 
Według spisu z 1921 r. w Kosowie Mniejszym, Kosowie Większym i Kolonii Kosów było 26 budynków. Po tym czasie przyjęło się te wsie określać jedną wspólną nazwą: Kosów (choć w Państwowym Rejestrze Granic do dziś funkcjonuje podział na wsie: Kosów Mniejszy i Kosów Większy). Podczas II wojny światowej, w latach 1940-1944 w masowych egzekucjach w kosowskim lesie zginęło 419 osób, byli to Polacy i Żydzi zamordowani przez hitlerowców. Po 1945 roku na polach w północnowschodniej części wsi (od strony Krychnowic) utworzono Państwowe Gospodarstwo Rolne ze stawami hodowlanymi. Po zmianach ustrojowych przełomu lat 80. i 90. XX w. zostało zlikwidowane, a przez kilka następnych lat (do ok. 1994) funkcjonowała rolnicza spółdzielnia produkcyjna. Po 2000 roku majątek byłego PGR przeszedł w ręce gminy, większość starych budynków została wyburzona, a od kilku lat na jego działkach powstają nowe domy. 
W II. połowie XIX w., gdy wieś należała do rodziny Niecieckich został wybudowany dworek w stylu klasycystycznym. Przed budynkiem zwróconym frontem ku północy usytuowany był podjazd z owalnym klombem. Po II wojnie światowej dwór stał się własnością PGR Kosów, ostatni remont został wykonany pod koniec lat 70 XX w. W połowie lat 80. budynek był w posiadaniu Szkoły Rolniczej w Wacynie, później Agencji Własności Rolnej Skarbu Państwa. W październiku 1990 roku został wpisany do rejestru zabytków. Po 2000 roku był systematycznie dewastowany, razem z większością budynków gospodarczych zlikwidowanego PGR. W 2005 roku znajdujący się w stanie ruiny dwór został przejęty przez Urząd Gminy w Kowali, pod koniec 2011 roku został wyburzony. Wokół miejsca w którym stał budynek są pozostałości dawnego parku dworskiego z licznymi nasadzeniami starych drzew: lip, dębów i akacji. W sąsiedztwie dawnego dworku wybudowany został spichlerz z dachem naczółkowym, powstały najprawdopodobniej w I połowie XX w. Obiekt stoi do dziś.  
W latach 1975–1998 miejscowość administracyjnie należała do województwa radomskiego. 
15 marca 1984 część wsi (10,37 ha) włączono do Radomia.
Do miejscowości można się dostać autobusami linii 5 organizowanej przez MZDiK Radom. W Kosowie zatrzymuje się także kilka linii mikrobusowych obsługiwanych przez przewoźników prywatnych. Od grudnia 2023 roku został uruchomiony osobowy przystanek kolejowy.
Wierni Kościoła rzymskokatolickiego należą do parafii Niepokalanego Poczęcia Najświętszej Maryi Panny w Kończycach lub do parafii św. Wojciecha w Kowali.